# Cratere Efimova
Efimova  è un cratere sulla superficie di Venere. Deve il suo nome a Nina Simonovič-Efimova (in russo Нина Симонович Ефимова?), artista e burattinaia sovietica di etnia russa.